# Гайдусобосло
Гайдусобосло (угор. Hajdúszoboszló) — місто на сході Угорщини, що входить до складу медьє Гайду-Бігар, що знаходиться за 18 кілометрів від адміністративного центру міста Дебрецен, третій за кількістю жителів в медьє Гайду-Бігар.

## Розташування
У східній частині Угорщини, недалеко від україно-угорського кордону, за 202 км від Будапешта і за 21 км від другого за величиною міста Угорщини — Дебрецена знаходиться місто Гайдусобосло. Сьогодні це один з найпопулярніших бальнеологічних курортів країни. Його називають ще «Меккою для ревматиків і раєм для любителів купання».

## Історія
Знелюднене після навали турків місто відродився завдяки Іштвану Бочкаї. У вересні 1606 трансільванський князь, кінний пам'ятник якому встановлено у центрі міста, на площі Героїв (Hosok tere), дав тут землі (а тим самим і дім) семистам гайдукам за їх заслуги в боротьбі, яку вели проти Габсбургів, за незалежність.
Поворотний момент в житті міста Гайдусобосло настав 26 жовтня 1925, коли на північному сході міста, з глибини 1090 метрів, на поверхню вирвався природний газ, що приніс з собою термальну воду коричневого кольору, з температурою 75 °C зі специфічним запахом та складом.
Під керівництвом геолога Ференца Пава-Вайни/Pavai Vajna Ferenc (його бюст встановлений в парку купальні) на околиці міста проводились роботи з пошуку природного газу. Під час буріння однієї зі свердловин з неї з неймовірною силою вирвалося назовні «гаряче золото» — коричнювата лікувальна вода зі специфічним запахом, що має унікальний склад. Зрозуміло, її лікувальні властивості проявилося пізніше, коли жінки, які регулярно стали прати одяг в канавах і ямах, куди стікала гаряча вода, звернули увагу на те, що болі в суглобах, які мучили їх протягом багатьох років, стали стихати.
Воду стали вивчати бальнеологи, хіміки, лікарі, у результаті чого почався розвиток відомого у всій Європі курорту. Дослідження також показали, що вода містить бітум, а також значну кількість важких елементів, наприклад: титану, ванадію, міді, цинку, барію тощо. До цього часу на території Європи було відкрито багато гарячих джерел, і люди вже зрозуміли їх цілющу силу. Тому виявлення нового джерела було дуже доречно. При дослідженні води було встановлено, що температура в джерелі досягає 75 °C.

## Курорт
Місцеві термальні лікувальні води сприятливо впливають на організм людини та з успіхом застосовуються в бальнеотерапії. На курорт приїздять лікувати хронічні запалення суглобів, артрози, невралгію і неврити, міалгію, хронічний аднексит, безплідність, екзему, псоріаз, проводять реабілітацію паралічів і спортивних травм.
Привабливість курорту полягає не тільки у великій кількості термальних джерел, але і в особливостях місцевого мікроклімату, обумовленого великою кількістю сонячних днів у році (число сонячних годин на рік досягає 2000) і сприятливим впливом повітря, насиченого випарами солей йоду з величезної водної поверхні численних водойм яка перевищує 5,5 га.
В центрі міста понад 75 років тому побудований найбільший водолікувальний комплекс в Угорщині, що займає територію 25 га. Безперечною пам'яткою курорту є також великий аквапарк, призначений і для дітей, і для дорослих. Аквапарк був відкритий в 2000 році і був першим в Угорщині. Загалом тут 9 гірок, найбільша з яких складається з 4 рівнів і її довжина 1 км. Є спеціальні дрібні басейни для малюків, у яких стоять статуї великих слонів.

## Пам'ятки
У парку перед термальним комплексом знаходиться «Дзвінний дім»/Haranghaz (Золтан Рац) — тут зібрана унікальна колекція — близько півсотні різноманітних дзвонів. Подружня пара Едіт Оборзіл і Тібор Енеї запатентували метод відливу дзвонів. Ця колекція дзвонів є даром Едіт Оборзіл, яка народилася в Гайдусобосло.
У місті багато музеїв, наприклад, музей архітектури та побуту, Гайдуцький музей народної творчості, а також картинна галерея.
Храм Святого Ласло відноситься до 18 століття. Тут знаходяться фрески, що розповідають про історію відкриття місцевих термальних вод.
Поруч з проспектом Сілфакалья (Szilfakalja ut) греко-католицька громада, яка нараховує лише кілька сотень парафіян, побудувала церкву у візантійському стилі з використанням сучасних матеріалів.
У католицькій церкві (1776) на вул. Бочкаї (Bocskai u.) фрески розповідають про розвиток курорту. Карол Войтила, який згодом став папою Іоанном Павлом II, побував тут під час перебування єпископом Кракова († 2005).
По сусідству знаходиться музей Бочкаї/Bocskai Muzeum, у якому можна побачити, наприклад, пастуший кожух, вишиті жіночі кожушки з овечих шкур, вправні ковані обіддя для підводів, а також познайомитися з роботами більш двадцяти сучасних художників-ремісників міста. А якщо якась вишивка, різьба по дереву, батіг або кована прикраса вам особливо сподобаються, можна особисто звернутися до майстра.

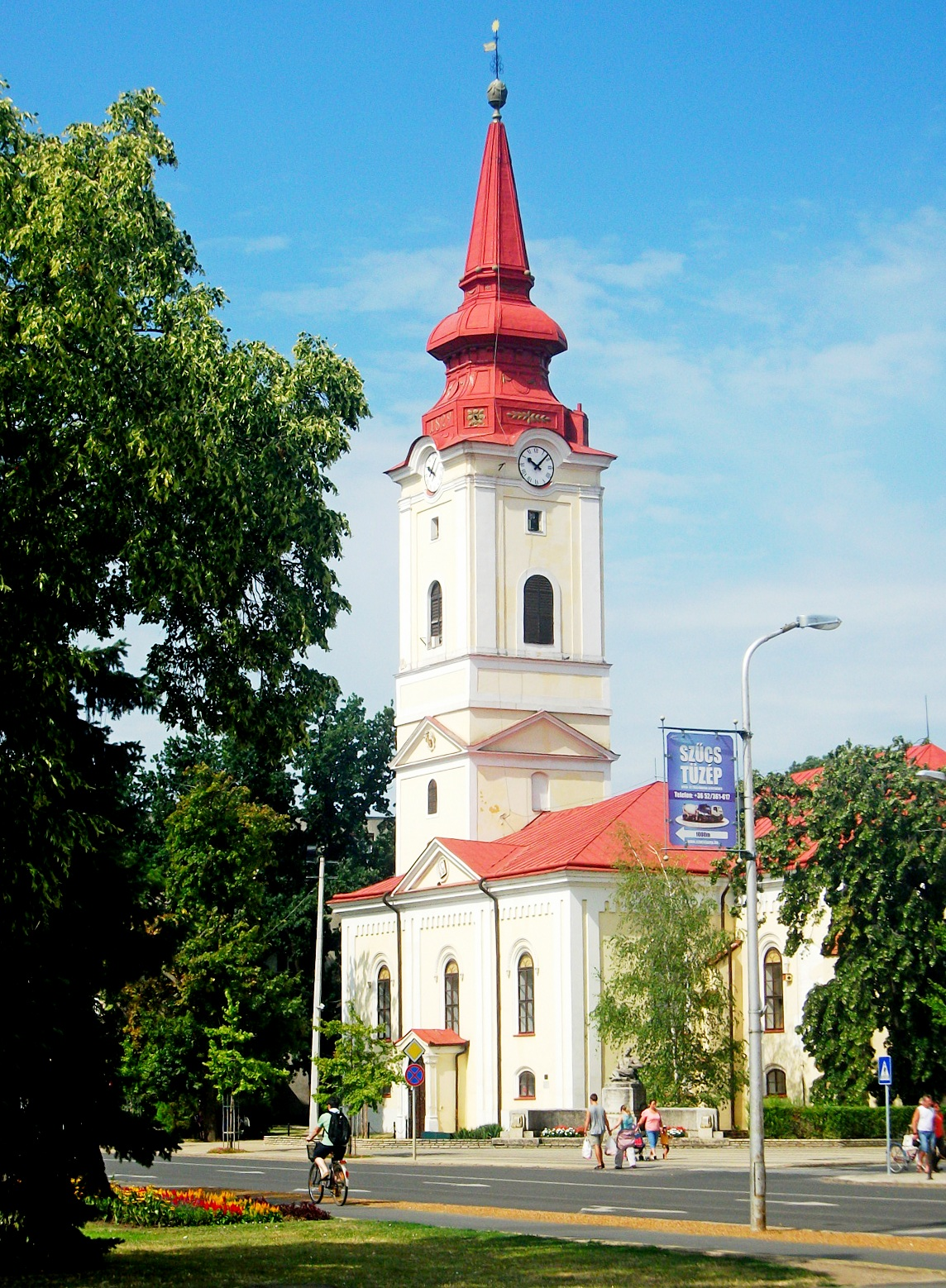
Реформатська церква

На площі Кальвін (Kalvin ter) знаходиться реформатська церква, збудована на фундаменті XV століття. Її фортечна стіна є, мабуть, найбільш значним архітектурним пам'ятником міста.
У Гайдусобосло безліч ресторанчиків, кафе, барів на будь-який смак. На проспекті Матяш Кірай (Matyas kiraly utja) стоять готелі, більшість з яких мають власні лікувальні купальні і лікарів-фахівців. У літній сезон вечорами вулицю заповнюють відпочивальники.
На численних майданчиках міста проходять вистави оперети, народної музики, джазу та концерти популярної музики.
Гуляють, сидять на терасах кафе і ресторанів люди — все це створює неповторну атмосферу курорту. Багаторічна програма продовжується і восени: на алеї готелів незвичайні делікатеси можна спробувати на Фестивалі біопродуктів і вина. Можна зробити екскурсію в Дебрецен і Гортобадь.
Тутешній аеродром/repuloter є одним з центрів парашутного спорту і польотів на повітряних кулях, тут же можна здійснити прогулянковий політ на літаку.
Одна з головних визначних пам'яток Угорщини — гортобадьський степ (пуста), знаходиться все лише за декілька кілометрів від Гайдусобосло. Це найбільший національний парк Угорщини, де збережені унікальний тваринний і рослинний світ.